# Утверждения об обороте наркотиков ЦРУ
Некоторые источники утверждают, что Центральное разведывательное управление (ЦРУ) США участвовало в нескольких операциях по незаконному обороту наркотиков. В число таковых входят работы историка Альфреда Маккоя, политолога и дипломата Питера Дэйла Скотта, журналистов Гэри Уэбба, Майкла Руперта и Александра Кокбёрна и писатель Ларри Коллинз. Это привело к проведению расследований американским правительством, включая парламентские слушания 
в обеих палатах Конгресса США — Сенате США и Палате представителей США, доклады Министерства юстиции США и Офиса генерал-инспектора ЦРУ из которых следовало, что ЦРУ работало с известными ей преступными группами, которые были вовлечены в торговлю наркотиками и предоставляли разведке США полезную информацию и материальную поддержку в обмен на разрешение их преступной деятельности и предотвращения их ареста, обвинительных и тюремных заключений со стороны правоохранительных органов США.

## Афганистан
ЦРУ поддерживало различных афганских командиров, к примеру, лидера моджахедов Гульбеддин Хекматияр, который вёл борьбу против правительства Афганистана и находящихся в стране сил Советского Союза.

## Золотой треугольник
В период с 1961 по 1975 годы, когда ЦРУ финансировало тайную войну в Лаосе, ряд СМИ и общественных деятелей обвинили американскую разведку в участии в незаконном обороте наркотиков в Золотом треугольнике. В ответ на обвинения, выдвинутые, в частности, журналом Rolling Stone в 1968 году и профессором Висконсинского университета Альфредом Маккоем в 1972 году, ЦРУ провело внутреннее расследование в отношении сотрудников, работавших в Лаосе. В отчёте по итогам расследования было отмечено, что до 1971 года торговля опиумом в Лаосе была законной и, более того, опиум служил для некоторых изолированных племён Лао единственным источником доходов. Кроме того, опиум был одним из немногих доступных для них лекарств. Тем не менее, ЦРУ проверило возможные факты сбыта наркотиков с середины 1968 года. Установлено, что один из полевых командиров лаосских повстанцев участвовал в операциях с опиумом под давлением. Отчёт ЦРУ содержал также заключение о том, что небольшие количества опиума, возможно, были вывезены контрабандой американскими военными самолетами, которые не подвергались досмотру.

## Никарагуа
В 1986 году Комитет Сената США по международным отношениям начал расследование незаконного оборота наркотиков из Центральной и Южной Америки и Карибского бассейна в Соединенные Штаты. Расследование проводилось Подкомитетом по терроризму, наркотикам и международным операциям под председательством сенатора Джона Керри, поэтому его окончательный отчет за 1989 год был известен как отчет комитета Керри. 

В отчете сделан вывод о том, что «очевидно, что лица, которые оказывали поддержку никарагуанским контрас, были причастны к незаконному обороту наркотиков, сеть снабжения контрас из США использовалась организациями, занимающимися незаконным оборотом наркотиков, а сами элементы контрас сознательно получали финансовую и материальную помощь от торговцев наркотиками».